# 威廉·阿尔韦
威廉·阿尔韦（瑞典語：Wilhelm Arwe，1898年1月28日—1980年4月8日），生于塞夫勒市镇，瑞典男子足球、冰球、班迪球运动员。他曾代表瑞典参加1920年夏季奥林匹克运动会冰球比赛，获得第4名。